# Фрей, Кристофер
Кристофер Фрей (нем. Christofer Frey; 1959, Бонн, Западная Германия) — немецкий писатель.

## Биография
Он вырос в политической и международной среде, поскольку его отец работал в посольстве США. Получил музыкальное образование в музыкальной школе Regensburger Domspatzen. Его ранний интерес к изобразительному искусству также был связан с прошлым семьи, в котором было четыре поколения историков. Его дед, юрист и заместитель министра, опубликовал помимо многих работ по теории музыки и неизведанных работ Джованни Пьерлуиджи да Палестрины, а также перевод стихов Микеланджело, которые когда-то начинал переводить его прадед Карл Фрей (1857—1917).
Первые публикации Фрея относятся к семидесятым годам XX века. «Скоро или рано», опубликованный в 1976 году, представлял собой сборник стихов о трех разных стилях жизни людей в прошлом, настоящем и будущем. В письме Кристоферу Фраю восточногерманский писатель Криста Вольф заявила о том, что молодой автор «еще не созрел».Театральная пьеса «Смерть Эмпедокла в закалочной мастерской» последовала в 1978 году. Оба произведения сегодня доступны только в антикварных книжных магазинах.
Последние книги Кристофера Фрая содержат широкий взгляд на коммерческую этику и инновации. Он-проводник перемен экономических знаний и каталлактики («экономической теории»). На английском языке доступны книги «Inventing Future» (2007), эссе о социальных изменениях и эссе «Just too Lazy to Lie», которое является ответом на бестселлер Гарри Дж. Франкфурта «On Bullshit». В 2009 году последовали две короткие публикации под названием «Лотократия» и «Финансовый кризис». В 2010 году роман «Рынок—это разговор», вероятно, является самым увлекательным «творением» Фрея за последние годы. Собрание его сочинений находится в Немецкой национальной библиотеке.
Кристофер Фрей живет как писатель и бизнес-ангел (частный инвестор) в Гамильтон на Бермудских Островах .